# Moudéry
Moudéry est une petite ville du Sénégal oriental, située à proximité du fleuve Sénégal, entre Semmé et Bakel.

## Histoire
Moudery fut selon les sources orales fondée vers les années 1279 par les N'DIAYE en du Djolof durant le règne d’Abubakar I petit-fils de Soundiata Keïta.

## Administration
Le village est situé dans le département de Bakel, une subdivision de la région de Tambacounda.
Il fait partie de la communauté rurale de Moudéry, mais l'organisation traditionnelle, bien structurée autour du chef de village, reste très influente.

## Géographie
Les localités les plus proches sont Galadi, Gourel Adama, Sangue Dieri, Ouloum Baba,bondj et Diawara.

### Physique géologique
En période d'hivernage la localité se trouve assez isolée. On observe aussi une forte érosion des sols.

### Population
Selon le PEPAM (Programme d'eau potable et d'assainissement du Millénaire), Moudery compterait 5 834 personnes et 633 ménages.
La population est composée en majorité de Soninkés, mais aussi de Bambaras, de Wolofs et de Peuls.

### Activités économiques
Les habitants vivent principalement de l'agriculture (sorgho, riz, arachide, maïs...), de l'élevage et de l'artisanat, mais le niveau de vie reste modeste.
Une partie des ressources provient des aides envoyées aux familles par des proches établis à Dakar, au Gabon ou en Europe (notamment en France, particulièrement à Rouen, Paris, Le Havre, Marseille, Grenoble, et en Allemagne).